# 크게 될 놈
"크게 될 놈"은 2019년에 개봉한 대한민국의 영화이다.

## 캐스팅
- 김해숙 : 순옥 역
- 손호준 : 기강 역
- 강기둥 : 진식 역
- 남보라 : 기순 역
- 이원종 : 망치 역
- 박원상 : 진영 역
- 홍정인 : 만복 역
- 김영민 : 강 교도관 역
- 한승현 : 송 교도관 역
- 백봉기 : 촉새 역
- 동방우 : 이장 역
- 김왕근 : 김 변호사 역
- 주석제 : 김 사장 역
- 장세현 : 형택 역
- 김문식 : 진식 삼촌 역
- 윤병희 : 김 형사 역
- 김병순 : 밭주인 역
- 태정 : 담임선생 역
- 정수한 : 박 선생 역
- 우도호 : 김 선장 역
- 최익준 : 교도소 최 과장 역
- 홍도성 : 김 교도관 역
- 김왕용 : 기차 차장 역
- 홍성만 : 판사 1(1심 판사) 역
- 유동균 : 박 형사 역
- 박찬규 : 강연장면 재소자 역
- 김남훈 : 강연장면 재소자 역
- 오정환 : 강연장면 재소자 역
- 이우진 : 강연장면 재소자 역
- 이석원 : 강연장면 재소자 역
- 강신곤 : 수감자 1(기강의 감방동료) 역
- 김종호 : 수감자 2(기강의 감방동료) 역
- 이상규 : 수감자 3(교도소 배식담당) 역
- 김자홍 : 수감자 4(교도소 배식담당) 역
- 장준현 : 교도관 1 역
- 박대웅 : 교도관 2 역
- 박경근 : 뱃사람 1 역
- 최승일 : 뱃사람 2 역
- 최재옥 : 서울 동생 1 역
- 신중혁 : 서울 동생 2 역
- 조명행 : 건달 1 역
- 우영택 : 건달 2 역
- 김세인 : 나이트클럽 여학생 1 역
- 김은주 : 나이트클럽 여학생 2 역
- 윤단비 : 나이트클럽 여학생 3 역
- 진소현 : 룸싸롱 아가씨 1 역
- 김해연 : 룸싸롱 아가씨 2 역
- 한양희 : 룸싸롱 아가씨 3 역
- 김혜란 : 술집 여자 1 역
- 유소연 : 술집 여자 2 역
- 이계준 : 선착장 노인 역
- 이동희 : 교도소 소장 역
- 박승배 : 교도소 보안과장 역
- 신영진 : 면회실 직원 역
- 홍석우 : 면회실 직원 역
- 이태하 : 검사 역
- 최태영 : 국선 변호사(1심 재판) 역
- 나수윤 : 여 순경 역
- 박영일 : 서울 굴다리 취객 역
- 박준관 : 경비교도대원 역
- 이정환 : 경비교도대원 역
- 신상열 : 특별면회 수감자 1 역
- 고창술 : 특별면회 수감자 2 역
- 이수민 : 서울 택시기사 역
- 이성훈 : 서울 목욕탕 남 역
- 이서한 : 법원 서기 1 역
- 정세연 : 법원 서기 2 역
- 신현욱 : 법원 교도관 1 역
- 서동민 : 법원 교도관 2 역
- 송지수 : 여자 경리 역
- 한양희 : 룸싸롱 아가씨3 역
- 석영훈 : 교도소 재소자들 역
- 김도율 : 교도소 재소자들 역
- 황지훈 : 교도소 재소자들 역
- 윤승훈 : 교도관들 역
- 김사훈 : 교도관들 역
- 박한마
- 정호빈 : 중년 기강 역 (특별출연)
- 김성균 : 뒷골목 취객 역 (특별출연)
- 안세하 : 집배원 역 (특별출연)
- 구혜령 : 만복 엄마 역 (특별출연)

## 같이 보기
- 2019년 대한민국의 영화 목록